# Língua bukid
A língua Bukid, Binukid ou Bukidnon, é uma  língua austronésia falada pelo povo Lumad de Mindanao Norte no sul das Filipinas. A palavra  Bukid  significa "montanha" ou "planalto", enquanto "Binukid" significa "da maneira ou estilo da montanha ou planalto". É uma língua co-oficial de fato na província de Bukidnon, onde é chamada de  Higaonon. Existem muitos dialetos, mas há inteligibilidade mútua. O dialeto de Malaybalay, na área do rio Pulangi, é considerado o de prestígio e língua padrão 

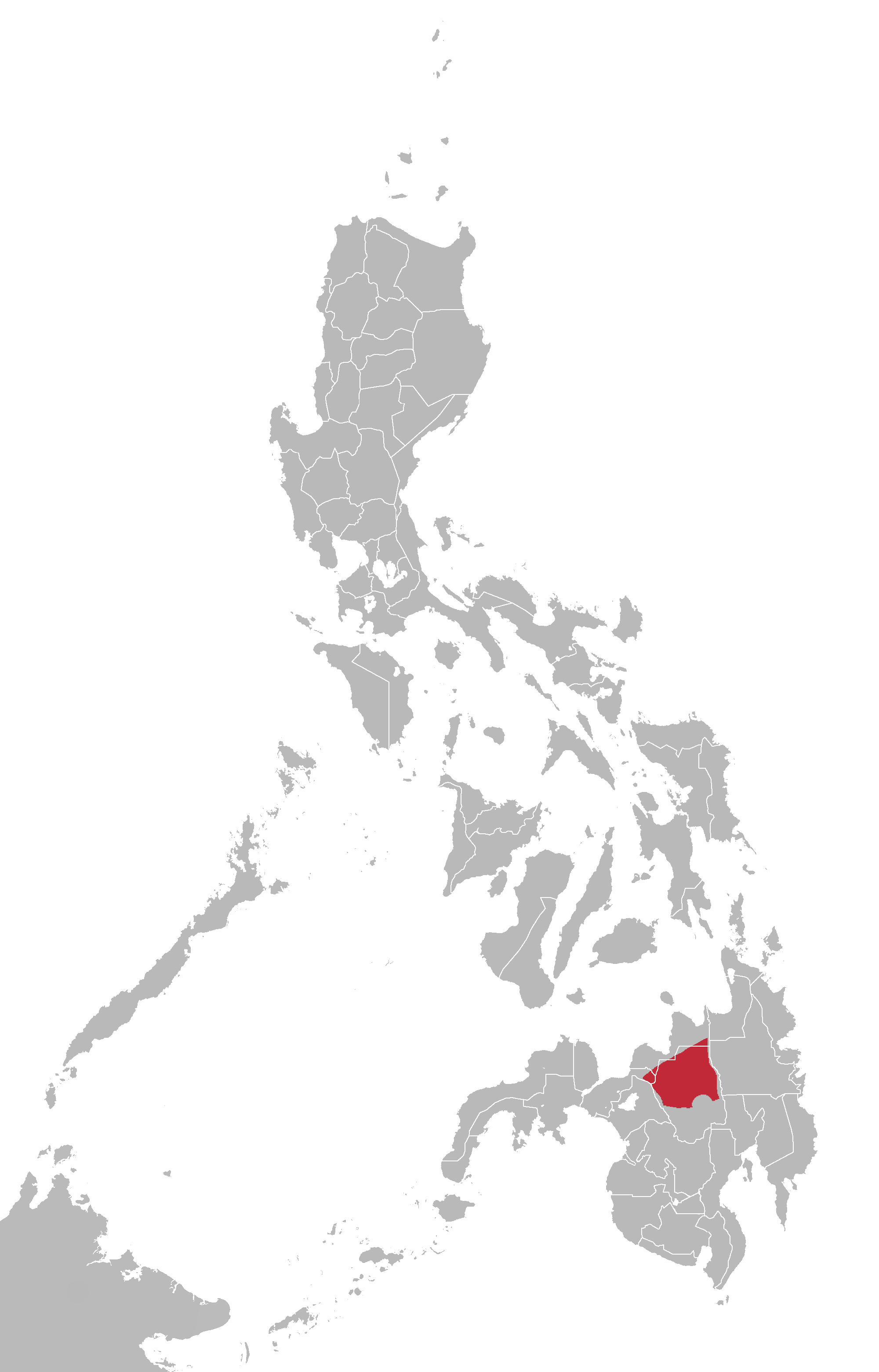
Localização do Bukinid nas Filipinas

## Distribuição
O Binukid é falado nas seguintes áreas ( Etnologue ).
- centro e norte de Bukidnon
- província do Lanão do Norte
- Misamis Oriental: Cagayan de Oro, área sudoeste da baía Gingoog
- faixa de fronteira muito pequena de Lanão de Sur

## Fonologia
Binukid apresenta 20 fonemas segmentares e 1 supra-segmentar. A sílaba é a unidade básica da estrutura de palavras, e cada sílaba consiste em uma vogal e apenas uma ou duas consoantes, organizadas nos seguintes padrões: CV, CVC e, em alguns casos, CCV (que é encontrado principalmente em empréstimos do espanhol). Uma palavra consiste em uma ou mais dessas sílabas.

### Consoantes
Existem 16 consoantes em Binukid. Em alguns casos, existe uma alvéolo-palatal africada surda [t͡ɕ] que aparece nas palavras de origem na língua castelhana.
|                 | Bilabial | Alveolar | Velar | Palatal | Glottal |
| --------------- | -------- | -------- | ----- | ------- | ------- |
| Oclusiva surda  | p        | t        | k     |         | ʔ       |
| Oclusiva sonora | b        | d        | ɡ     |         |         |
| Fricativa       |          | s        |       |         | h       |
| nasal           | m        | n        | ŋ     |         |         |
| lateral         |          | l        |       |         |         |
| vibrante        |          | ɾ        |       |         |         |
| semivogal       |          |          | w     | j       |         |

O fonema [ɾ] é vibrante algumas vezes, o qual é usado em posição intervocálica ou em palavras de empréstimo em espanhol por alguns falantes. Todas as consoantes, exceto [h], são encontradas na posição inicial e final da sílaba; [h] é encontrado apenas sílaba-inicial.

### Vogais
São 4 os sons vogais em Binukid.
|              | Anterior (ñ arredond.) | Central (ñ arredond.) | Posterior (arredond.) |
| ------------ | ---------------------- | --------------------- | --------------------- |
| Fechada      | i                      |                       | u                     |
| Meio fechada |                        | ɘ                     |                       |
| Aberta       |                        | ä                     |                       |

### Supra-segmentares
Existe um fonema supra-segmentar de tonicidade que geralmente recai sobre a penúltima sílaba. A tonicidade contrasta com as palavras que têm os mesmos fonemas segmentares; por exemplo,  beleng  [ˈbɘlɘŋ] significa "surpresa", enquanto  beléng  [bɘˈlɘŋ] significa "bêbado". Palavras longas podem ter mais de uma sílaba tônica:  balángkawítan  [bäˌläŋkaˈwitän] "galo". O A tonicidade geralmente muda quando sufixos são adicionados à palavra (como em  kahibeléngan  "misterioso") ou quando o falante deseja enfatizar a palavra.

## Escrita
Binukid usa o alfabeto latino particularmente o alfabeto filipino abakada ao escrever o idioma. O alfabeto Binukid  consiste nas seguintes letras que correspondem a um fonema. As oclusivas glotais da palavra inicial e da palavra final não são escritas, mas as oclusivas glotais após uma consoante são marcadas por um hífen. Exemplo:  hab-ung  [ˈhäbʔuŋ] "mofo". O fonema [ŋ] é representado por um dígrafo ⟨ng⟩, que às vezes é considerado uma letra separada.
| Letra  | Aa | Bb | Kk | Dd | Ee | Gg | Hh | Ii | Ll | Mm | Nn | Pp | Rr | Ss | Tt | Uu | Ww | Yy |
| ------ | -- | -- | -- | -- | -- | -- | -- | -- | -- | -- | -- | -- | -- | -- | -- | -- | -- | -- |
| Fonema | ä  | b  | k  | d  | ɘ  | g  | h  | i  | l  | m  | n  | p  | ɾ  | s  | t  | u  | w  | j  |

Suprasegmental phonemes and glottalization are featured in writing Binukid. A tonicidade é indicado por um acento agudo ⟨′⟩. Um acento grave ⟨`⟩ é marcado sobre a vogal final de sílaba ou palavra para indicar uma oclusiva glotal seguinte. Se a tonicidade for mostrada na letra final e houver uma oclusiva glótica seguinte, um acento circunflexo ⟨ˆ⟩ é usado. Não há marcação para palavras cuja tonicidade recai sobre a penúltima sílaba e sem tonicidade secundária.
Exemplos:
- sala  [ˈsälä] "sala de estar"
- salà  [ʔsäläʔ] "corte pequeno"
- salâ  [säˈläʔ] "pecado"
- pahid  [ˈpähid] "limpar"
- pahíd  [päˈhid] "arbusto"
- balángkawítan  [bäˌläŋkaˈwitän] "galo"
- talètè  [täˈlɘʔtɘʔ] "lagarto"

### Modificação da escrita
Outras letras são introduzidas através de nomes próprios, por exemplo:
- Califórnia em vez de Kalipúrniya
- Juan Carlos em vez de Huwán Karlus

O marcador de partículas para plural manga é escrito mga, seguindo o uso aceito pelas Filipinas.